# 定风波
定风波，词牌名。双调六十二字，前阕三平韵，两仄韵，后阕四仄韵，两平韵。平仄换韵方式为“甲乙甲丙甲丁甲”。以平声韵为主，间以仄声韵。

## 词牌格式
仄仄平平仄仄平（韵甲），平平仄仄仄平平（韵甲）。仄仄平平平仄仄（韵乙），平仄（韵乙），平平平仄仄平平（韵甲）。
仄仄平平平仄仄（韵丙），平仄（韵丙），平平仄仄仄平平（韵甲）。仄仄平平平仄仄（韵丁），平仄（韵丁），平平平仄仄平平（韵甲）。

## 例词
- 苏轼

三月七日，沙湖道中遇雨。雨具先去，同行皆狼狽，余獨不覺，已而遂晴，故作此。
莫听穿林打叶声，何妨吟啸且徐行。竹杖芒鞋轻胜马，谁怕？一蓑烟雨任平生。
料峭春风吹酒醒，微冷，山头斜照却相迎。回首向来萧瑟处，归去，也无风雨也无晴。